# Informacje (TVP3 Olsztyn)
Informacje – codzienny program informacyjny nadawany na antenie TVP3 Olsztyn w latach 2005–2024. Pierwsze wydanie serwisu nastąpiło 3 stycznia 2005 roku o godzinie 18:00, kiedy usamodzielnił się olsztyński ośrodek regionalny TVP. Serwis ten zastąpił wcześniejszą Panoramę Warmii i Mazur emitowaną w latach 2000–2005. Ostatnie wydanie nadano 7 lipca 2024 roku, natomiast dzień później ruszył nowy program informacyjny Głos Regionu. 

## Emisja
Informacje były emitowane codziennie na antenie TVP3 Olsztyn w godzinach (dane za pierwszy tydzień lipca 2024 roku):
- 16:30 (od poniedziałku do piątku)
- 18:30 (wydanie główne)
- 21:30 (wydanie wieczorne)